# Rhodosciadium pringlei
Rhodosciadium pringlei är en flockblommig växtart som beskrevs av Sereno Watson. Rhodosciadium pringlei ingår i släktet Rhodosciadium och familjen flockblommiga växter. Inga underarter finns listade i Catalogue of Life.